# توم فورنيس
توم فورنيس (بالإنجليزية: Tom Furniss)‏ هو كاتب سيناريو نيوزيلندي، ولد في 1988.

## وصلات خارجية
- توم فورنيس على موقع IMDb (الإنجليزية)